# Franz Swoboda
Franz Swoboda (15 de fevereiro de 1933) é um ex-futebolista austríaco que atuava como defensor.

## Carreira
Franz Swoboda fez parte do elenco da Seleção Austríaca na Copa do Mundo de 1958.